# سایبردلیک
سایبردلیک (انگلیسی: Cyberdelic) (ترکیبی از "cyber" و "psychedelic") در دهه‌های ۱۹۸۰ و ۱۹۹۰ به عنوان یک پادفرهنگ جدید ظهور کرد که حاصل تلفیق فرهنگ اینترنت و خرده‌فرهنگ سایکدلیک بود.
هنر سایبردلیک با استفاده از محاسبات ریاضی برای ساخت اشکال بَرخالی و تبدیل نتایج به تصاویر ثابت، پویانما، موسیقی و سایر رسانه‌ها خلق می‌شد.
مهمانی‌های رقص سایبردلیک با موسیقی سایکدلیک ترنس، نمایش‌های لیزری، تصاویر ویدئویی و مه مصنوعی همراه بود و شرکت‌کنندگان در آن اغلب از مواد مخدر استفاده می‌کردند.

## طرفداران

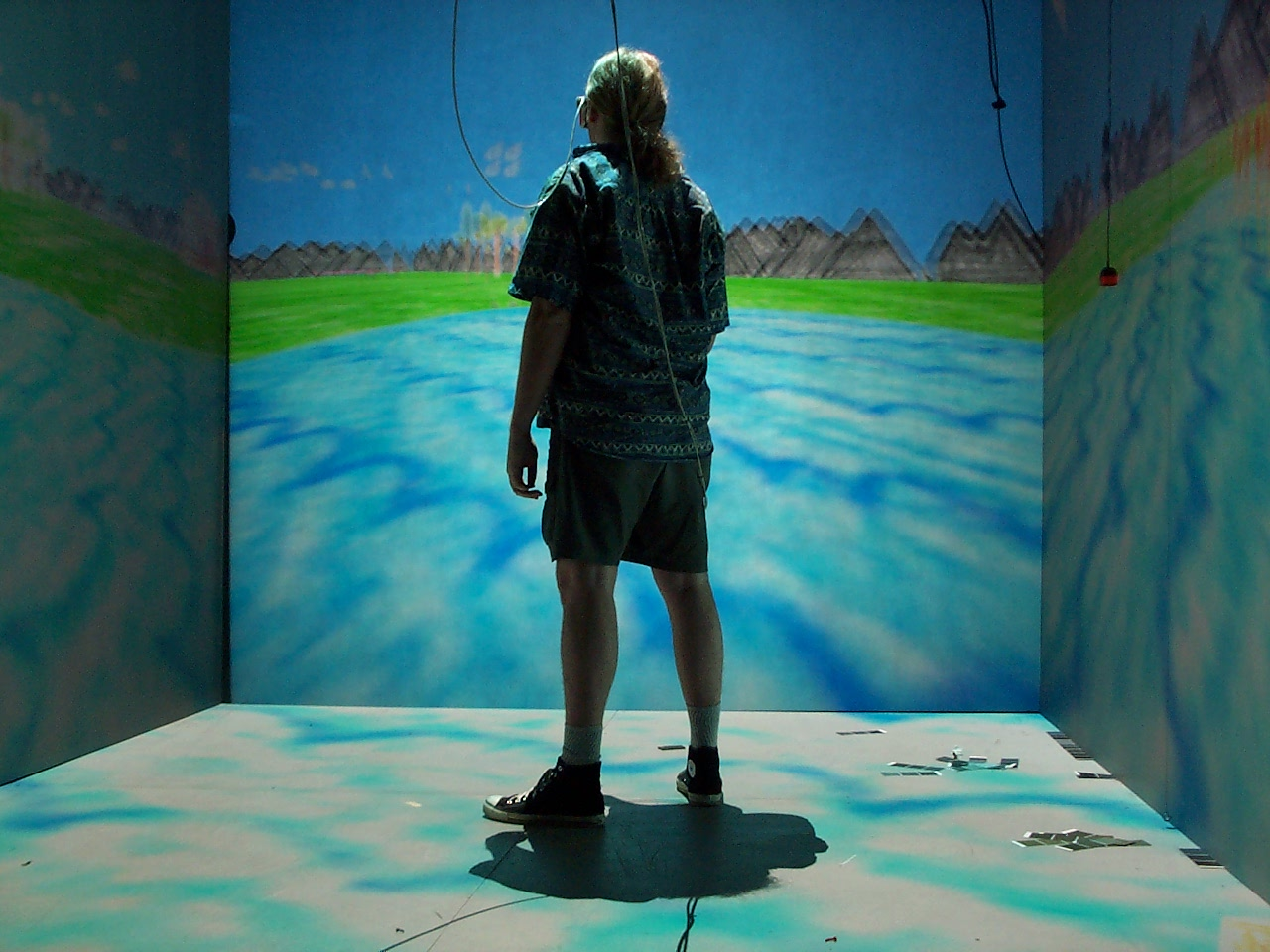
محیط مجازی خودکار غاری یک محیط واقعیت مجازی همه‌جانبه است که یک "تجربه سایبردلیک" را ارائه می‌دهد که در آن کاربر می‌تواند در مورد درک، واقعیت و توهم تأمل کند.

تیموتی لیری، از طرفداران مصرف مواد روان‌گردان که در دههٔ ۱۹۶۰ به یک چهره شاخص هیپی‌ها تبدیل شده بود، در دههٔ ۱۹۸۰ به عنوان سخنگوی پادفرهنگ سایبردلیک (که پیروانش خود را «سایبرپانک» می‌نامیدند) دوباره ظهور کرد. او به یکی از بزرگ‌ترین مروجین فلسفی رایانه‌های شخصی، اینترنت و واقعیت مجازی تبدیل شد و اعلام کرد که «کامپیوتر شخصی همان ال‌اس‌دی دههٔ ۱۹۹۰ است».
برخلاف برخی از هیپی‌های دههٔ ۱۹۶۰ که با علم و فناوری مخالف بودند، سایبرپانک‌های دهه‌های ۱۹۸۰ و ۱۹۹۰ با اشتیاق فناوری و منشور اخلاقی هکرها را پذیرفتند. آنها معتقد بودند که فناوری پیشرفته (و داروهای هوشمند) می‌تواند به انسان‌ها کمک کند تا بر محدودیت‌های خود غلبه کنند، به آزادی در فضای مجازی برسند و حتی به موجوداتی فراتر از انسان تبدیل شوند. آنها اغلب ارزش‌ها و زیبایی‌شناسی خود را از طریق هنر سایبری و هکتیویسم بیان می‌کردند.
آر.یو. سیریوس، یکی از بنیانگذاران و سردبیر اصلی مجله Mondo 2000، به مروج برجستهٔ ایدئولوژی سایبرپانک تبدیل شد، که پیروان آن پیشگامان صنعت فناوری اطلاعات در سیلیکون‌ولی و ساحل غربی آمریکا بودند.
در سال ۱۹۹۲، بیلی آیدل تحت تأثیر خرده‌فرهنگ سایبردلیک و ژانر علمی تخیلی سایبرپانک قرار گرفت و در سال ۱۹۹۳ آلبوم مفهومی خود به نام «Cyberpunk» را منتشر کرد. او امیدوار بود که این آلبوم، طرفدارانش و سایر موسیقی‌دانان را با فرصت‌های ارائه شده توسط فناوری دیجیتال و فرهنگ اینترنت آشنا کند. تیموتی لیری و سایر اعضای جنبش سایبردلیک در خلق این آلبوم مشارکت داشتند. با این حال، آلبوم با شکست تجاری و انتقادی مواجه شد و باعث ایجاد دو دستگی در جوامع اینترنتی آن زمان شد. برخی آن را تلاشی برای سوءاستفاده و تجاری‌سازی فرصت‌طلبانه می‌دانستند، در حالی که برخی دیگر تلاش‌های آیدل را بی‌ضرر و خوش‌نیت می‌دانستند و از علاقهٔ جدید او به فرهنگ سایبری استقبال می‌کردند.

## فروپاشی
پس از فروپاشی حباب اقتصادی دات کام در سال ۲۰۰۰، خوش‌بینی افراطی نسبت به تکنولوژی که در فرهنگ سایبردلیک (در عصر طلایی اینترنت) رواج داشت، جای خود را به واقع‌گرایی داد. بسیاری از طرفداران فناوری (سایبرپانک‌ها) به این نتیجه رسیدند که کامپیوتر، اینترنت و دیگر فناوری‌های جدید، آن تغییرات اساسی اجتماعی، سیاسی و شخصی را که انتظار داشتند، به ارمغان نیاوردند، به خصوص «جامعهٔ شبکه‌ای» – جامعه‌ای بدون دولت که با ابزارهای سایبری امکان‌پذیر می‌شد، جامعه‌ای که در آن سواد دیجیتالی، هوش، روشنفکری، پیشرفت‌گرایی، خودکفایی و آزادی بیانِ هنجارشکن، یک امر عادی بود و کسی که به اینترنت متصل نبود و تفکر انتقادی نداشت و مرجعیت را زیر سؤال نمی‌برد، «مشکل‌دار» محسوب می‌شد.
«آر.یو. سیریوس»، از پیشگامان فضای سایبری، با ناامیدی از این گریزگرایی سایبردلیک انتقاد کرد و گفت:
> [...] هر کسی که باور ندارد ما در تله افتاده‌ایم، خوب به اطرافش نگاه نکرده است. ما در نوعی حکومت سرمایه‌داریِ چندملیتی گیر افتاده‌ایم که قرار نیست به این زودی‌ها از بین برود. ما در محدودیت‌های خودمان به عنوان یک گونه گرفتار شده‌ایم. ما در زمان گرفتار شده‌ایم. در همین حین، هویت اجتماعی، سیاست و اخلاق مدت‌هاست که سیال و بی‌ثبات شده‌اند. [...] فرهنگ سایبری (که اتفاقاً من هم در ایجاد آن سهیم بوده‌ام) تبدیل به یک توجیه‌گر خوشحال برای این مسیر داروینیسم اجتماعیِ انقلاب جمهوری‌خواهان شده است. شما این را همه جای مجلهٔ وایرد می‌بینید - این ترکیب نظریهٔ آشوب و مدل‌سازی بیولوژیکی که به نوعی به عنوان اثبات علمیِ نیاز به کاهش نقش دولت رفاه و در عین حال مقررات‌زدایی و قدرت دادن به شرکت‌های بزرگ، تک‌قطبی و چندملیتی تعبیر می‌شود. شما اساساً شاهدید که دولت-ملت‌ها در حال تجزیه به یک اقتصاد جهانی هستند و همزمان افراد نیز در حال اتمیزه شدن یا تقسیم به زیرگروه‌های جداافتاده هستند، زیرا الکترونیک دیجیتال فضا را فشرده می‌کند و در عین حال ارتباطات و توجه را پراکنده می‌نماید. نتیجه این می‌شود که یک زمین بازی هموار برای یک الیگارشی شرکتی در حال تغییر ایجاد می‌شود، که همان چیزی است که الان داریم. منظورم این است که مردم فکر می‌کنند این واقعاً آزادکننده است، چون جامعه پساصنعتی است و برای شرکت‌های بزرگ فناوری امکان‌پذیر است. اما این وحشیانه و غیرانسانی است. شاید نخبگان متصل به اینترنت فکر می‌کنند این یک امر «باحال» است. اما پس در مورد جرم و جنایت در خیابان‌ها گریه و زاری راه نیندازید یا وانمود نکنید که به اخلاق اهمیت می‌دهید.